# Gramoun Bébé
Pour les articles homonymes, voir Manent.
Gramoun Bébé, de son vrai nom Louis-Jules Manent, est un chanteur réunionnais de maloya né le 25 août 1927 et mort le 25 février 2005. Le mot gramoun qui apparaît dans son nom de scène est un terme du créole réunionnais désignant les personnes âgées et qui vient des mots français Grand et monde. Gramoun Bébé a laissé peu de traces archivables et a attendu d'avoir 77 ans pour sortir un enregistrement de son maloya typique de Saint-Louis. Il jouait du tambour Oulèr, du Kayamb et du Sati (boîte métallique frappé par deux baguettes).

## Discographie
- 2005 : Maloya Kabaré , Takamba.
- Le maloya est aussi interprété dans les kabar, lieu où selon l'héritage malgache, les hommes et les femmes se réunissent pour faire danser leurs ancêtres.